# Sindaci di Podgorica
Di seguito l'elenco cronologico dei sindaci di Podgorica e delle altre figure apicali equivalenti che si sono succedute nel corso della storia.

## Lista
| Sindaco | Sindaco                                                                                         | Inizio mandato | Fine mandato | Partito                                           |
| ------- | ----------------------------------------------------------------------------------------------- | -------------- | ------------ | ------------------------------------------------- |
|         | Marko Miljanov                                                                                  | 1878           | 1879         | Indipendente                                      |
|         | Ilija Plamenac                                                                                  | 1879           | 1886         | Indipendente                                      |
|         | Luka Nenezić                                                                                    | 1886           | 1891         | Indipendente                                      |
|         | Marko Pejanović                                                                                 | 1891           | 1893         | Indipendente                                      |
|         | Stevan Lukačević                                                                                | 1893           | 1895         | Indipendente                                      |
|         | Stevan Raičković                                                                                | 1895           | 1899         | Indipendente                                      |
|         | Jovan Mrčarica                                                                                  | 1899           | 1906         | Indipendente                                      |
|         | Spasoje Piletić                                                                                 | 1906           | 1908         | Partito Popolare                                  |
|         | Nešo Stanić                                                                                     | 1908           | 1908         | Partito Popolare                                  |
|         | Stanko Marković                                                                                 | 1908           | 1915         | Partito Popolare Vero                             |
|         | Savo Šestić                                                                                     | 1915           | 1916         | Indipendente                                      |
|         | Ljubomir Glomazić                                                                               | 1916           | 1918         | Partito Popolare                                  |
|         | Savo Cerović                                                                                    | 1918           | 1920         | Partito Radical-Popolare                          |
|         | Luka Pišteljić                                                                                  | 1920           | 1922         | Indipendente                                      |
|         | Ljubomir Krunić                                                                                 | 1922           | 1925         | Partito Radical-Popolare                          |
|         | Nešo Šćepović                                                                                   | 1925           | 1940         | Partito Radical-Popolare                          |
|         | Dimitrije Begović                                                                               | 1940           | 1941         | Partito Radical-Popolare                          |
|         | Miloš Vučinić                                                                                   | 1941           | 1944         | Indipendente                                      |
|         | Petar Raičković                                                                                 | 1944           | 1945         | Fronte Popolare                                   |
|         | Stevan Radusinović                                                                              | 1945           | 1947         | Lega dei Comunisti di Jugoslavia                  |
|         | Periša Vujošević                                                                                | 1947           | 1949         | Lega dei Comunisti di Jugoslavia                  |
|         | Iko Mirković                                                                                    | 1949           | 1950         | Lega dei Comunisti di Jugoslavia                  |
|         | Periša Vujošević                                                                                | 1950           | 1953         | Lega dei Comunisti di Jugoslavia                  |
|         | Iko Mirković                                                                                    | 1954           | 1958         | Lega dei Comunisti di Jugoslavia                  |
|         | Branko Nilević                                                                                  | 1958           | 1961         | Lega dei Comunisti di Jugoslavia                  |
|         | Dal 1961 al 1965 la città fu amministrata da Vaso Stajkić, Velizar Škerović e Vuko Radovanović. |                |              |                                                   |
|         | Aleksandar Radević                                                                              | 1965           | 1967         | Lega dei Comunisti di Jugoslavia                  |
|         | Branko Lazović                                                                                  | 1967           | 1974         | Lega dei Comunisti di Jugoslavia                  |
|         | Miro Popović                                                                                    | 1974           | 1978         | Lega dei Comunisti di Jugoslavia                  |
|         | Slobodan Filipović                                                                              | 1978           | 1982         | Lega dei Comunisti di Jugoslavia                  |
|         | Slobodan Simović                                                                                | 1982           | 1984         | Lega dei Comunisti di Jugoslavia                  |
|         | Borislav Drakić                                                                                 | 1984           | 1986         | Lega dei Comunisti di Jugoslavia                  |
|         | Ratko Ivanović                                                                                  | 1986           | 1989         | Lega dei Comunisti di Jugoslavia                  |
|         | Jovan Kavarić                                                                                   | 1989           | 1990         | Lega dei Comunisti di Jugoslavia                  |
|         | Srđa Božović                                                                                    | 1990           | 1993         | Partito Democratico dei Socialisti del Montenegro |
|         | Zoran Knežević                                                                                  | 1993           | 1996         | Partito Democratico dei Socialisti del Montenegro |
|         | Radivoje Rašović                                                                                | 1996           | 1998         | Partito Popolare Socialista del Montenegro        |
|         | Dragiša Pešić                                                                                   | 1998           | 1998         | Partito Popolare Socialista del Montenegro        |
|         | Mihailo Burić                                                                                   | 1998           | 2000         | Partito Democratico dei Socialisti del Montenegro |
|         | Miomir Mugoša                                                                                   | 2000           | 2014         | Partito Democratico dei Socialisti del Montenegro |
|         | Migo Stijepović                                                                                 | 2014           | 2018         | Partito Democratico dei Socialisti del Montenegro |
|         | Ivan Vuković                                                                                    | 2018           | 2023         | Partito Democratico dei Socialisti del Montenegro |
|         | Olivera Injac                                                                                   | 2023           | 2024         | Europa Ora!                                       |
|         | Saša Mujović                                                                                    | 2024           | in carica    | Europa Ora!                                       |